# Ostatnia cesarzowa
Ostatnia cesarzowa (ang. Rasputin and the Empress) – amerykański film z 1932 roku w reżyserii Ryszarda Bolesławskiego oraz Charlesa Brabina.

## Obsada
- John Barrymore
- Ethel Barrymore
- Lionel Barrymore
- Ralph Morgan
- Mary Alden

## Nagrody i nominacje
| Nazwa nagrody | Wygrane            | Nominacje                                                            |
| ------------- | ------------------ | -------------------------------------------------------------------- |
| Oscar         | 1934 bez rezultatu | 1934 Najlepsze oryginalne materiały do scenariusza Charles MacArthur |